# جمال بومان
جمال بومان (بالإنجليزية: Jamaal Bowman)‏ هو سياسي أمريكي عضو في الحزب الديمقراطي.ولد في1 أبريل 1976.